# デヴォンシャー (装甲巡洋艦)

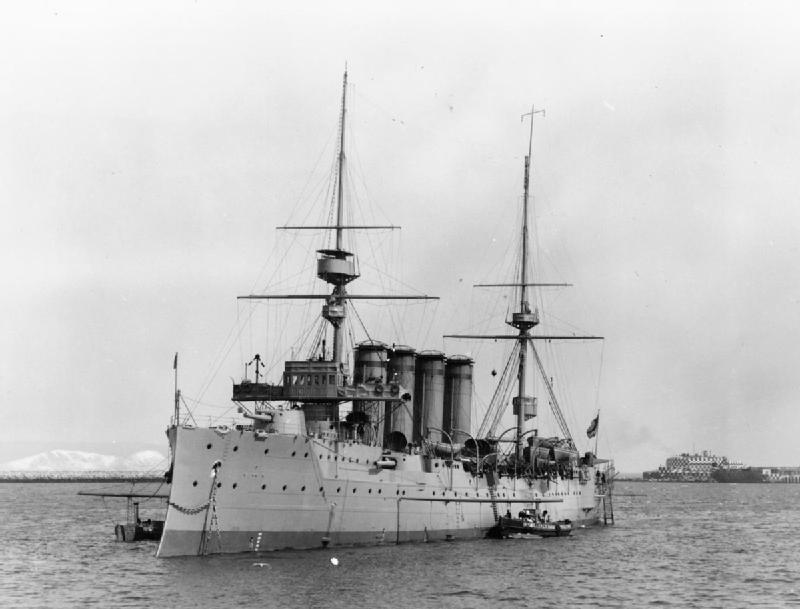

デヴォンシャー (HMS Devonshire) はイギリス海軍の装甲巡洋艦。デヴォンシャー級。艦名はイングランドのデヴォン州に由来する。

## 艦歴
チャタム工廠で1902年3月25日に起工。1904年4月30日進水。1905年8月24日竣工。海峡艦隊の第1巡洋艦戦隊に配属。1907年3月に大西洋艦隊の第2巡洋艦戦隊に転属となり、1909年8月にデヴォンポートの予備役の第3艦隊に移された。1913年、他の同型艦の多くとともに第2艦隊の第3巡洋艦戦隊に配属される。
1914年中ごろには戦争に備えた海軍の動員により、戦隊はグランドフリート所属となる。そして、主にシェトランド諸島やフェロー諸島周辺、ノルウェー沿岸で哨戒に従事した。グランドフリートとともに何度も出撃したが、戦闘となることはなかった。1916年4月はノルウェー沿岸を哨戒し、それからノアへ移動。グランドフリートの第7巡洋艦戦隊所属となり、12月には連合国の海上交通防衛のため大西洋へ移った。1919年までそこにとどまり、1920年5月に売却リストに載せられた.。
1921年5月9日に売却され、バロー＝イン＝ファーネスで解体された。